# 丹尼尔·马兰
丹尼尔·弗朗索瓦·马兰，PC（阿非利卡语： [ˈdɑːni.əl franˈswɑ mɑ'lan]，1874年5月22日—1959年2月7日），南非政治家，曾于1948年至1954年间任南非总理，是种族隔离制度的制定与实施者。
马兰的先祖是一个法国胡格诺派的新教流亡者，1689年逃往开普敦。马兰本人出生在开普殖民地西瑞贝克，畢業於斯泰倫博斯大學。1905年再從荷兰的烏特勒支大學获得神学博士学位。马兰力主将南非语列为南非的真实语言，并为之而努力。此后的一段时间内，马兰以传教士身份到访过许多地方，包括比属刚果（今刚果民主共和国）、南罗得西亚（今津巴布韦）等。
1914年，国民党成立，马兰加入该党。1918年，马兰作为国民党在开普敦的领导人获选入南非议会。1924年至1933年间，马兰出任南非内政部长，并成功使南非语取代荷兰语，成为南非的官方语言之一。1934年，国民党决定与敌对的南非党合并为統一黨，马兰以及其他19名议员强烈反对，并另行组建新的政党——纯正国民党。
第二次世界大战期间，马兰反对南非为英国参战，这使他獲得了意想不到的支持。战争结束后不久，他领导的联合国民党于1948年大选获得胜利，马兰出任南非总理。在担任总理期间，马兰政府制定了严格的种族隔离制度，令南非招致广泛的国际谴责和制裁，这政策直到1994年才正式解除，但其影响一直延续到现今的南非。
1954年，马兰卸任总理一职退休。1959年2月7日，马兰在斯泰伦博斯的自宅内去世，终年84岁。